# 씨, 베토벤
"씨, 베토벤"은 2014년에 개봉한 대한민국의 영화이다.

## 캐스팅
- 김소진 : 하진 역
- 공상아 : 성은 역
- 오유진 : 영 역
- 김중기 : 수빈 /카페주인 역
- 이상우 : 스님 역
- 강신일 : 베토벤 역
- 오용 : 순정남 역
- 박해준 : 불량남 역
- 송재룡 : 기억남 역
- 이중옥 : 생략남 역